# Dusan Krajcinovic
Dusan Krajcinovic (Zagreb, Reino da Iugoslávia (atual Croácia), 28 de março de 1935 — Madison, Wisconsin, 10 de agosto de 2007) foi um engenheiro civil estadunidense.
Foi membro catedrático da Applied Mechanics Division da Sociedade dos Engenheiros Mecânicos dos Estados Unidos (ASME).
Autor de um artigo de revisão sobre a mecânica do dano que deu origem a seu livro sobre o mesmo assunto.
Obteve o bacharelato em 1958 e um mestrado em engenharia civil em 1966 na Universidade de Belgrado, antes de emigrar para os Estados Unidos. Obteve um PhD em engenharia civil em 1968 na Universidade Northwestern, orientado por George Hermann. Trabalhou na Ingersoll Rand Research Inc. (1969) e no Argonne National Laboratory (1973), antes de ser professor de engenharia civil da Universidade de Illinois em Chicago (1973-1989) e depois professor de engenharia mecânica e aeroespacial da Universidade do Estado do Arizona, até retirar-se como professor emérito em 2004.